# Gundelinda di Baviera
Gundelinda di Baviera (nome completo in tedesco Gundelinde Maria Josepha; Monaco di Baviera, 26 agosto 1891 – Moos, 16 agosto 1983) è stata una principessa bavarese.

## Biografia

### Gioventù
La principessa Gundelinda nacque nel 1891, ultima dei tredici figli del futuro Ludovico III e di Maria Teresa Enrichetta d'Austria-Este.
Lavorò come infermiera nella clinica privata del cugino di suo padre, Ludovico Ferdinando.

### Matrimonio
Il 23 febbraio 1919 sposò al castello di Wildenwart il conte Johann Georg von Preysing-Lichtenegg-Moos (17 dicembre 1887 - 17 marzo 1924), figlio di Konrad (1843-1903) e di Christiane von Arco-Zinneberg (1852-1923), diventando la sua seconda moglie.
All'età di 32 anni rimase vedova e non si risposò mai.

### Morte
Morì il 16 agosto 1983, all'età di 91 anni al castello di Moos.

## Discendenza
Gundelinda di Baviera e Johann Georg von Preysing-Lichtenegg-Moos ebbero un figlio e una figlia:
- Johann Kaspar (Castello di Moos, 19 dicembre 1919 - Zug, 14 febbraio 1940), deceduto in battaglia;[1]
- Maria Theresia (Castello di Moos, 23 marzo 1922 - Castello di Moos, 14 settembre 2003), sposò il 25 gennaio 1940 il conte Ludwig von Arco-Zinneberg (1913-1942), deceduto durante la seconda guerra mondiale in Russia e in precedenza studente di medicina.[1] Rimasta vedova, sposò il 26 settembre 1943 il cognato Ulrich-Philipp (1917-1980).[1] Ebbe un figlio dal primo marito e due figli dal secondo e i suoi discendenti sono proprietari del castello di Moos:[1]
  - Rupprecht-Maximilian (14 gennaio 1941);
  - Ludwig (nato nel 1944 e vissuto per soli due mesi);
  - Riprand (25 luglio 1955 - 2021), sposato a Maria Beatrice d'Austria.

## Titoli e trattamento
- 26 agosto 1891 - 23 febbraio 1919: Sua Altezza Reale, la principessa Gundelinda di Baviera
- 23 febbraio 1919 - 16 agosto 1983: Sua Altezza Reale, la contessa Gundelinda von Preysing-Lichtenegg-Moos, principessa di Baviera

## Ascendenza
|                                          |                             |                                           | Genitori                                  |  |  | Nonni |  |  | Bisnonni              |  |  | Trisnonni                          |  |
|                                          |                             |                                           |                                           |  |  |       |  |  | Ludovico I di Baviera |  |  | Massimiliano I Giuseppe di Baviera |  |
|                                          |                             |                                           |                                           |  |  |       |  |  | Ludovico I di Baviera |  |  | Massimiliano I Giuseppe di Baviera |  |
|                                          |                             | Augusta Guglielmina d'Assia-Darmstadt     |                                           |  |  |       |  |  | Ludovico I di Baviera |  |  |                                    |  |
| Luitpold di Baviera                      |                             |                                           |                                           |  |  |       |  |  | Ludovico I di Baviera |  |  |                                    |  |
|                                          |                             | Teresa di Sassonia-Hildburghausen         | Federico di Sassonia-Altenburg            |  |  |       |  |  |                       |  |  |                                    |  |
|                                          |                             | Teresa di Sassonia-Hildburghausen         | Federico di Sassonia-Altenburg            |  |  |       |  |  |                       |  |  |                                    |  |
|                                          |                             | Teresa di Sassonia-Hildburghausen         | Carlotta di Meclemburgo-Strelitz          |  |  |       |  |  |                       |  |  |                                    |  |
| Ludovico III di Baviera                  |                             | Teresa di Sassonia-Hildburghausen         |                                           |  |  |       |  |  |                       |  |  |                                    |  |
|                                          |                             | Leopoldo II di Toscana                    | Ferdinando III di Toscana                 |  |  |       |  |  |                       |  |  |                                    |  |
|                                          |                             | Leopoldo II di Toscana                    | Ferdinando III di Toscana                 |  |  |       |  |  |                       |  |  |                                    |  |
|                                          |                             | Leopoldo II di Toscana                    | Luisa Maria Amalia di Borbone-Due Sicilie |  |  |       |  |  |                       |  |  |                                    |  |
| Augusta Ferdinanda d'Asburgo-Lorena      |                             | Leopoldo II di Toscana                    |                                           |  |  |       |  |  |                       |  |  |                                    |  |
|                                          |                             | Maria Anna Carolina di Sassonia           | Massimiliano di Sassonia                  |  |  |       |  |  |                       |  |  |                                    |  |
|                                          |                             | Maria Anna Carolina di Sassonia           | Massimiliano di Sassonia                  |  |  |       |  |  |                       |  |  |                                    |  |
|                                          |                             | Maria Anna Carolina di Sassonia           | Carolina di Borbone-Parma                 |  |  |       |  |  |                       |  |  |                                    |  |
| Gundelinda di Baviera                    |                             | Maria Anna Carolina di Sassonia           |                                           |  |  |       |  |  |                       |  |  |                                    |  |
|                                          | Francesco IV d'Austria-Este | Ferdinando Carlo Antonio d'Asburgo-Lorena |                                           |  |  |       |  |  |                       |  |  |                                    |  |
|                                          | Francesco IV d'Austria-Este | Ferdinando Carlo Antonio d'Asburgo-Lorena |                                           |  |  |       |  |  |                       |  |  |                                    |  |
|                                          | Francesco IV d'Austria-Este | Maria Beatrice d'Este                     |                                           |  |  |       |  |  |                       |  |  |                                    |  |
| Ferdinando Carlo Vittorio d'Austria-Este | Francesco IV d'Austria-Este |                                           |                                           |  |  |       |  |  |                       |  |  |                                    |  |
|                                          |                             | Maria Beatrice di Savoia                  | Vittorio Emanuele I di Savoia             |  |  |       |  |  |                       |  |  |                                    |  |
|                                          |                             | Maria Beatrice di Savoia                  | Vittorio Emanuele I di Savoia             |  |  |       |  |  |                       |  |  |                                    |  |
|                                          |                             | Maria Beatrice di Savoia                  | Maria Teresa d'Austria-Este               |  |  |       |  |  |                       |  |  |                                    |  |
| Maria Teresa Enrichetta d'Austria-Este   |                             | Maria Beatrice di Savoia                  |                                           |  |  |       |  |  |                       |  |  |                                    |  |
|                                          |                             | Giuseppe d'Asburgo-Lorena                 | Leopoldo II d'Asburgo-Lorena              |  |  |       |  |  |                       |  |  |                                    |  |
|                                          |                             | Giuseppe d'Asburgo-Lorena                 | Leopoldo II d'Asburgo-Lorena              |  |  |       |  |  |                       |  |  |                                    |  |
|                                          |                             | Giuseppe d'Asburgo-Lorena                 | Maria Luisa di Borbone-Spagna             |  |  |       |  |  |                       |  |  |                                    |  |
| Elisabetta Francesca d'Asburgo-Lorena    |                             | Giuseppe d'Asburgo-Lorena                 |                                           |  |  |       |  |  |                       |  |  |                                    |  |
|                                          |                             | Maria Dorotea di Württemberg              | Ludovico di Württemberg                   |  |  |       |  |  |                       |  |  |                                    |  |
|                                          |                             | Maria Dorotea di Württemberg              | Ludovico di Württemberg                   |  |  |       |  |  |                       |  |  |                                    |  |
|                                          |                             | Maria Dorotea di Württemberg              | Enrichetta di Nassau-Weilburg             |  |  |       |  |  |                       |  |  |                                    |  |
|                                          |                             | Maria Dorotea di Württemberg              |                                           |  |  |       |  |  |                       |  |  |                                    |  |